# Ron Ellis
Ronald "Ron" Ellis, (Monroe, Luisiana; 18 de septiembre de 1968) es un exjugador de baloncesto estadounidense. Con 2.01 de estatura, su puesto natural en la cancha era el de ala-pívot.

## Trayectoria
- Tyler Junior College (1988-1990)
- Universidad de Louisiana Tech (1990-1992)
- Fort Wayne Fury (1992-1993)
- Rochester Renegade (1993)
- Spirou Charleroi (1993-1999)
- Iraklis BC (1999-2000)
- Spirou Charleroi (2000-2004)
- RC Antwerp (2004-2005)
- Liege Basket (2005-2007)